# Медунка м'яка
Меду́нка м'яка́ (Pulmonaria mollis) — багаторічна рослина родини шорстколистих, уся надземна частина якої вкрита м'яким запушенням. Квітки від темно-рожевих до синіх. Вид поширений по всій Європі та деяких регіонах Азії. Добрий медонос, що також застосовується як лікарська рослина, значно рідше — як харчова та декоративна. Регіонально рідкісний вид, охоронюваний в Україні, Білорусі, Росії, Польщі, Чехії.

## Назва
Родова латинська назва рослини походить від слова pulmonalis — «легеневий» і обумовлена тим, що цей вид, як і деякі споріднені види медунок, застосовують в медицині для лікування легеневих хвороб. Іншим поясненням цієї назви може бути те, що середньовічні лікарі вважали листя медунок схожим за формою на людські легені. Українська родова назва пов'язана із чудовими медоносними властивостями цього виду. Що стосується видових назв, як латинської, так і української, то вони вказують на м'яке, приємне на доторк опушення зелених частин рослини. Крім того, у Словнику українських наукових і народних назв судинних рослин Ю. Кобіва для медунки м'якої наведені такі назви як меду́нка м'яке́нька (науковий синонім), щемели́на мяго́нька, кро́кі́с, кро́кі́ш (народні назви). Разом з тим, слід зазначити, що зі справжніми крокісами ця рослина не споріднена.

## Опис

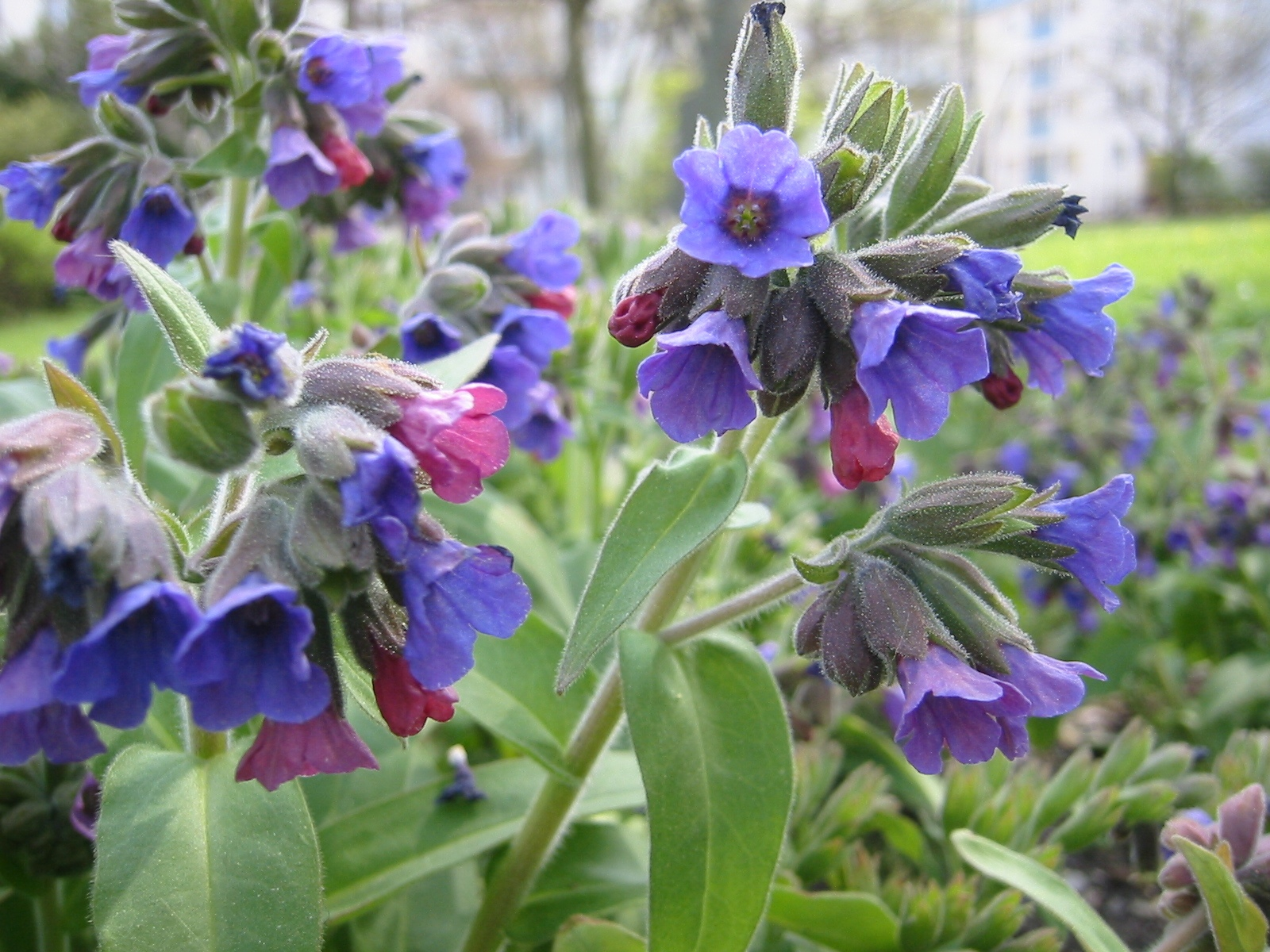
Суцвіття.

Багаторічна трав'яниста рослина заввишки 10-50 см; гемікриптофіт. Кореневище коротке, товсте, чорне, з пучкою шнуроподібних коренів. Стебла нечисленні (зазвичай 1-3, рідко 4-6), міцні, прямостоячі, у верхній частині розгалужені та вкриті клейкими залозками. Листки двох типів: прикореневі завдовжки 20-50 см, завширшки 9-10 см, зібрані в розетку, черешкові, широколанцетні або яйцеподібні, з основою, що поступово звужується в ширококрилатий черешок та короткозагостреною верхівкою; стеблові завдовжки 4-10 см, завширшки 2-4 см, сидячі, напівстеблеосяжні, ланцетні або видовжено-яйцеподібні. Верхній бік листків запушений простими, а місцями і залозистими притиснутими волосками, нижній м'яко запушений лише простими волосками, світліший. Вкрай рідко на листках бувають невеликі світло-зелені плями. Жилкування сітчасте, але розрізнити можна лише центральну жилку, інші — практично непомітні.
Суцвіття — щиткоподібні завитки, розташовані на доволі довгих залозистих квітконосах у пазухах листків. На початку цвітіння вони щільні, наприкінці робляться менш густими. Зазвичай вони складаються з 4-6 квіток завдовжки 14-20 мм, завширшки 8-12 мм. Квітки актиноморфні, двостатеві, розташовані на коротких квітконіжках. Чашечка 10-13 мм завдовжки, широкодзвоникувата, запушена короткими білими волосками, зеленкувато-пурпурова чи пурпурово-коричнева, на ½ чи ⅓ розділена на трикутно-ланцетні зубчики. Віночок лійчастий, із густо запушеною трубкою та напівкруглими лопатями відгину. Квітки у пуп'янках і на початку розпукування темно-рожеві або пурпурово-рожеві, під час цвітіння набувають спочатку фіолетово-синього, а згодом чисто-синього кольору. Зміна кольору пояснюється тим, що барвники антоціани, якими обумовлене забарвлення квіток, реагують на зміну кислотно-лужного балансу у клітинах пелюсток. Вважають, що така зміна кольору слугує сигналом для запилювачів, які звертають увагу в першу чергу на багатші на нектар молоді (темно-рожеві) квіти. Тичинки з дуже короткими тичинковими нитками і видовженими жовтуватими пиляками чергують із пучками волосків. Маточка з коротким стовпчиком і точковою приймочкою.
Плоди — яйцеподібні горішки завдовжки 3-5 мм, які зібрані по чотири штуки і розпадаються при повній стиглості. Спочатку вони коротко запушені, стиглі стають голими, лискучими і набувають кольору від темно-коричневого до майже чорного. Кожен горішок має м'ясистий принасінник.
Число хромосом 2n = 18.

### Визначення
Медунка м'яка схожа на медунку вузьколисту та медунку темну, що інколи зростають у схожих біотопах. Для розрізнення цих видів користуються такими морфологічними ознаками…
| Назва виду          | Прикореневі листки                                              | Стеблові листки                                       | Опушення                                                                                               |
| Медунка м'яка       | Широколанцетні або яйцеподібні, звужені у ширококрилаті черешки | Ланцетні або видовжено-яйцеподібні, напівстеблеосяжні | М'якими простими, у верхній частині стебла та на верхньому боці листків подекуди залозистими волосками |
| Медунка вузьколиста | Ланцетні або лінійно-ланцетні, звужені у крилаті черешки        | Частково збігають по стеблу                           | Шорсткими простими волосками                                                                           |
| Медунка темна       | Серцеподібні, різко переходять у вузькокрилаті черешки          | Широколанцетні, напівстеблеосяжні                     | Шорсткими простими волосками                                                                           |

## Хімічний склад
Надземна частина медунки м'якої, називана у фармакопеї «травою», містить багато дубильних речовин, з яких до 4 % складають катехіни і до 2 % таніни. Окрім них трава містить від 0,3 до 0,5 % флавоноїдів (переважно похідних кверцетину та кемпферолу), сапоніни, аскорбінову кислоту (вітамін C), каротин (провітамін A), розмаринову та хлорогенову кислоти, кумарин, слиз, комплекс моно- та полісахаридів, зокрема, глюкозу й ксилозу. Медунка м'яка містить близько 13-15 % мінеральних солей, з яких особливо багато сполук марганцю (до 11 % від ваги золи), заліза, калію, міді.

## Поширення
Медунка м'яка належить до євро-сибірських видів. В Європі вона зростає повсюдно, окрім балтійських країн та Фенноскандії. У Швеції є кілька осередків, де відтворення підтримується лише вегетативним розмноженням. Попри широкий ареал її популяції мають розсіяний характер. Наприклад, в Німеччині, Україні, Білорусі, Польщі, Чехії, Австрії та Швейцарії ця рослина рідкісна. В останніх двох країнах окрім номінативного поширений ще один підвид — Pulmonaria mollis subsp. alpigena, причому у Швейцарії він переважає.
В Азії ареал цього виду простягається від Кавказу й Малої Азії на заході, через північну частину Центральної Азії, Сибір аж до Алтайських гір і півночі Монголії включно. В азійській частині ареалу найпівнічніші осередки знайдені в Республіці Саха та Ханти-Мансійському автономному окрузі — Югрі (Росія), а найпівденніші — у китайських провінціях Внутрішня Монголія та Шаньсі.
В Україні цей вид поширений здебільшого у Карпатах, лісах та лісостепу Правобережжя, у степовій частині країні трапляється дуже рідко.

## Екологія
Морозостійка, тіньовитривала рослина, що полюбляє рости у затінку або півтіні, помірно вологолюбна. Віддає перевагу легким ґрунтам із високим вмістом гумусу — від супіщаних до суглинистих, особливо таким, що залягають на мергелях та вапняках. Зазвичай трапляється у лісах різних типів (хвойних, мішаних, листяних), на галявинах та узліссях, дні балок, причому може зростати як на суходільних, так і на заплавних ділянках. У Європі частіше оселяється у світлих дібровах, серед заростей чагарників, інколи навіть у мезофільних (помірно зволожених) різнотравних степах, в Азії приурочена до березин, модринових лісів, суходільних лук та лучних степів. В окремих випадках може заселяти покинуті парки, сади, польові межі поблизу лісів. У горах трапляється до субальпійського поясу на висотах до 1800 м. В природі входить до складу рослинних угруповань порядків Fagetalia, Origanetalia, Prunetalia, Quercetalia pubescentis.
Розмножується вегетативно та насінням. На тінистих ділянках цвітіння, як правило, не рясне, тут медунка м'яка розмножується майже виключно вегетативно — поділом повзучого кореневища. Насіннєве розмноження переважає на відкритих, добре освітлених ділянках, де квіти медунки м'якої привертають увагу різноманітних запилювачів, включно із медоносними бджолами, метеликами. Квітне в різних частинах ареалу з березня до червня протягом 25-30 днів, інколи повторне цвітіння спостерігають у серпні. В Україні масове цвітіння відбувається з другої половини квітня до середини травня. Плодоносить у травні-червні. Окрім запилювачів у відтворенні цього виду значну роль відіграють мурахи, які розповсюджують насіння. Мурах привертають соковиті принасінники, які вони поїдають, а саму насінину при цьому кидають. Оскільки більшість здобичі ці комахи несуть до мурашника, вони відносять насінини медунки на велику відстань — інколи до кілометра. Це явище називається мірмекохорія.
Насіння зимує під снігом і проростає лише наступної весни — у квітні-травні. Розвиток медунки м'якої відбувається повільно: у перший рік життя з'являються лише заокруглено-овальні сім'ядолі і 2-3 справжніх листка. Сім'ядолі відмирають у середині літа, після чого рослина починає формувати кореневище. Попри наявність у молодих рослин кореневища, його поділ відбувається лише після досягнення ними генеративного віку. Перше цвітіння наступає тільки на 5-7-й рік. Щоосені надземні пагони медунки м'якої відмирають, натомість у бруньках відновлення формуються пагони наступного року, які почнуть розвиватися наступної весни. Літні пагони відростають протягом усієї теплої пори року, але прикоренева розетка листя формується тільки після відцвітання. За рахунок вегетативного розмноження від куртин медунки може сягати 30 років.
У природі медунка м'яка стійка до шкідників і хвороб, але у культурі відмічали її ураження борошнистою росою та слимаками.

## Використання
Медунку м'яку нарівні з медункою лікарською здавна застосовують як лікарську рослину. З цією метою заготовлюють переважно траву, яку зрізають на початку цвітіння і швидко сушать, оскільки вона дуже швидко псується (чорніє). Після цвітіння для заготівлі придатні лише неушкоджені прикореневі листки. Термін зберігання висушеної сировини становить 2 роки. Подекуди з трави вичавлюють сік, який консервують етиловим спиртом у співвідношенні 1:1, такий сік здатен зберігатися тривалий час. Рідше заготовлюють траву разом із корінням або лише коріння, в цьому випадку рослину викопують наприкінці розвитку. Така сировина застосовується лише при лікуванні пухлин різної етіології.
Трава медунки м'якої ефективна при захворюваннях легень та дихальних шляхів, в тому числі при грипі, фарингіті, бронхіті, туберкульозі, бронхіальній астмі, коклюші. Вона діє як відхаркувальний засіб, що полегшує відділення мокротиння. Крім того, вона має виражені сечогінні властивості і застосовується при лікуванні сечокам'яної хвороби, циститу, гематурії. Значно рідше препарати медунки м'якої застосовують при розладах травлення — кишкових кольках, метеоризмі, проносі. Внутрішньо її вживають у вигляді настою або відвару. Зовнішньо порошок сухої трави, сік або свіжі м'яті листки інколи вживають для зупинки кровотеч, лікування застарілих гнійних ран, нейродерміту, екземи, псоріазу. Є відомості, що трава медунки м'якої сприяє кровотворенню, має протипухлинну дію, зокрема, може бути застосована для лікування міоми матки. Для зупинки внутрішніх кровотеч (легеневих, надмірних менструацій тощо) використовують дуже міцний відвар.
Бджолярі також здавна цінували цю рослину. Медунка м'яка не тільки виділяє багато нектару, але що важливо, квітне ранньої весни, коли більшість медоносів ще не почали свого розвитку. Під час цвітіння вона здатна витримати навіть короткочасні снігопади. Нектар, який бджоли збирають з її квітів, важливий для весняного розвитку їхніх сімей. Медопродуктивність становить 60-70 кг меду з гектару суцільних насаджень.
Значно менш відомі способи використання медунки м'якої в кулінарії та квітникарстві. Як салатну зелень споживають свіжі прикореневі листки, які можна зрізати протягом усього вегетаційного періоду. Вони не мають запаху, але надають салатам особливого гіркуватого присмаку. В квітникарстві медунку м'яку інколи висаджують у затінених куточках саду як ґрунтопокривну рослину. Вона приваблива не тільки під час цвітіння, але й після нього, коли впадають в око розетки великих соковито-зелених листків. У культурі ця рослина не потребує особливого догляду, але старі особини втрачають привабливий вигляд, тому пересаджувати її бажано кожні 4-5 років. Вирощують переважно дику форму цього виду, відомі лише два сорти — 'Royal Blue' і 'Samobor'. В умовах саду вид стійкий, часто дає самосів, за сприятливих умов одна особина здатна сформувати до 86 пагонів, що значно перевищує їхню кількість у природі.

## Статус виду
Медунка м'яка належить до регіонально рідкісних рослин через те, що її популяції нечисленні та подекуди відокремлені одна від одної великими відстанями. В Україні вона занесена до списків охоронюваних рослин у Львівській, Хмельницькій, Житомирській та Полтавській областях. У Білорусі занесена до республіканської Червоної книги, в цій країні медунка м'яка виявлена у Гродненській, Берестейській та Мінській областях. У Росії вона занесена до Червоних книг Ростовської, Волгоградської, Нижньогородської, Тамбовської областей, Республік Марій Ел та Саха, Забайкальского краю, Ханти-Мансійського автономного округу — Югри, Чуваської Республіки.
На стан популяцій медунки м'якої несприятливо впливають зміни середовища, пов'язані із вирубуванням лісів або, навпаки, залісненням лук, пожежами, надмірним випасанням худоби, витоптуванням, а також нищівне збирання лікарської сировини.

## Таксономія
- Anchusa cesatiana Fenzl
- Nonea auriculata Boiss.
- Paraskevia cesatiana (Fenzl & Friedr.) W.Sauer & G.Sauer
- Pulmonaria auriculata (Boiss.) Halácsy
- Pulmonaria media Host
- Pulmonaria mollissima A.Kern.
- Pulmonaria montana subsp. porciusii Gusul.[1]